# ベアトリス・エンソア

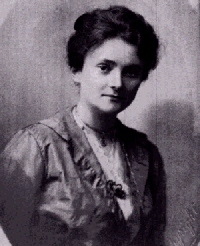
ベアトリス・エンソア

ベアトリス・エンソア（Beatrice Ensor、1885年8月11日 - 1974年）は、イギリスの神智学に基づいた教育思想家、教育学者、世界新教育連盟（New Education Fellowship]、後のWorld Education Fellowship）
の創始者の一人で、その機関誌「New Era」の編集者であった。
1885年8月11日の生まれで、ベアトリス・ニーナ・フレデリカ・ド・ノーマンは、アルベルト・エドワード・ド・ノーマンとイレーナ・マチルダ（旧姓ウッド）の長女であった。彼女の父親は、海運業に従事し、幼い頃はその関係でマルセイユとジェノヴァで過ごした。
その影響で彼女はフランス語とイタリア語が流暢に話せた。彼女は訪問客が家に置いていった神智学の本に大きな影響を受けた。彼女は1908年神智学協会に入会し、このことは彼女の人生で大きな役割を演じた。彼女には、サー・エリック・ド・ノーマン（司令官騎士、バス勲位コンパニオン）とアルバート・ノエル・ド・ノーマン（"ビル"）という二人の弟があった。
イングランドでは教育を終えるための条件として彼女は、家庭科の教師としての訓練を受け、暫くの間シェフィールドカレッジで教鞭をとって、グラモーガン郡審議会から女性及び女子教育の視学官に任命された。
彼女は、チェルテンハムでモンテッソーリスクールのを視察して以来、頭ごなしに統制された受動的な教育に幻滅を抱くようになった。その後、モンテッソーリに直接会うことができ、手紙のやり取りをするようになって彼女の思想に関心をもつようになる。彼女は1914年、教育における「新しい理想」グループ（New Ideals in Education group）により開催されたイースト・ラントンでの会議に参加する。この会議のテーマが、「教育におけるモンテッソーリ・メソッド」であった。彼女は菜食主義者で、生体解剖反対主義者であった。

## 神智学とセント・クリストファースクール
第一次世界大戦の初期、彼女はイギリス南西部サマセット郡のバースで、教育委員会から家庭科の視学官に任じられた。しかし、彼女はこのようなお役所仕事に従事することを性に合わないと思い、自分の時間の大半を神智学の世界での仲間づくりに費やし、1915年神智学教育トラストの事務局の立ちあげに招かれた。この役割での彼女の仕事の一つが、レッチワース・ガーデンシティでの協会の教育事業をひとつに統合して、セント・クリストファースクールに集約するという仕事であった。
 この学校は、イザベル・キングを校長とする寄宿制の男女共学の学校であった。当時、この学校の教員の一人だったのが、V.K.カリシュナ・メノンである( en:V. K. Krishna Menon)。彼女は.その当時、のちにアジャールの神智学協会の会長になるジョージ・アルンデール ( en:George Arundale) と密接に組んで仕事をしていた。
1917年、彼女はイギリス系で北アイルランド出身のロバート・ウェルド・エンソアと結婚した。夫はカナダの北西山岳警察で働いていた人で、カナダ軍から大尉としてイギリスに派遣されムルマンスク探検に出かける所であった。二人を結びつけたのは神智学である。1919年、彼らにマイケルという男子が授かった。アニー・ウッド・ベサント（Annie Besant）とコルップムラージ・ジナラジャダーサ（Curuppumullage Jinarajadasa）、とハロルド・ベイル・ウィーバー（Harold Baillie-Weaver）が名付け親となった。

## 教育における新しい時代 (New Era)

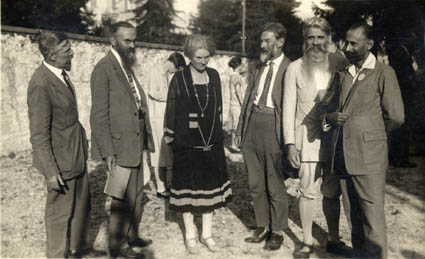
ベアトリス・エンソアと左からオヴィド・ドクロリ、ピェール・ボヴェ、エドゥアール・クラパレード、パウル・ゲヘープ、そしてアドルフ・フェリエール

第一次大戦後、彼女は栄養不足に苦しむハンガーの幼児たちをイギリスに招いて健康を回復させる手伝いをした。彼女自身ブダペストに飛び、子どもたちの第一陣を連れてイギリスに戻った。
この仕事で彼女は、ハンガリー赤十字から功労メダルを与えられている。しかし、神智学協会関係の更に長期的な仕事は、さらに生産的なものであった。「新しい時代のための教育」（Education for the New Era）には、一時共同編集者として、A・S・ニイルが参加した。この雑誌は、その後85年間も続いた。またフランス語版、ドイツ語版の共同編集者には、アドルフ・フェリエール、エリザベート・ロッテンが参加した。

## The New (World) Education Fellowship

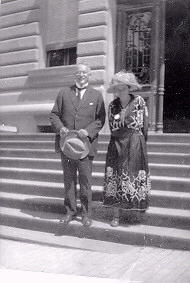
ベアトリス・エンソアと カール・グスタフ・ユング - モントルー 1923年 - the N.E.F.の第二回国際会議

1921年、イヴァン・ハゥルチェックとともに彼女は、「子どもの創造的な自己表現」についての国際会議をカレーで開催。100人以上の参加者が合った。この会議は、神智学者にとっては次の戦争を予防したいという懸念から出発していたのだが、そこから誕生したのは世界新教育連盟（the New (later World) Education Fellowship）だった。これは教育における新しい考え方を議論する非政治的で非党派的なフォーラムとなった。それはなにか特別な方法を提唱するのではなく、すべての方法の中から本当の糸を探し続けるという趣旨のものだった。これはおよそ20ヵ国に活発な支部を持っている。ベアトリス・エンソアは、他の二つの機関誌の編集者たちと共にこの世界新教育連盟の初期の組織委員会を築き上げた。これは、二年間隔で著名な教育学者や教育者により主催される国際教育会議を開催している。
1923年の第二回会議は、スイスのモントルーで開催され、彼女はここでカール・グスタフ・ユングと出会った。彼女はその次のロンドンでの会議に講演者として彼を招聘し、そこで、H・G・ウェルズ、エミール・ジャック・ダルクローゼ、フランツ・ツィツェク、そしてアルフレッド・アドラーに引きあわせた。
1929年にはデンマークのヘルシンゲルでのクロンボー城で開催され、各国代表や講演者の中には、マリア・モンテッソーリ、ラビンドラナート・タゴール、クルト・レヴィン、アドルフ・フェリエール、オヴィド・ドクロリ、ヘレン・パーカースト、ピェール・ボヴェ、A・S・ニイル、エリザベート・ロッテン、フランツ・ツィツェク、ハロルド・ラッグ、T・P・ナン、そしてパウル・ゲヘープがいた。
その他に、この会議は、1927年にはスイスのロカルノで、1925年にはハイデルベルクで開催された。
彼女は、一時、労働党の教育問題顧問に就任したが、彼女のユートピア的な思想が、R・H・トーニーのそれと軋轢を引き起こし、早々にその職を持すことになった。

## The N.E.F. とユネスコ
神智学がN.E.F.（世界新教育連盟の初期の名称）に深い影響を与えていた頃、N.E.F.もユネスコの誕生に深い影響を与えていた。
N.E.F.が果たしたものは、「ユネスコの産婆役」（小林澄兄）であり、 そしてその後1966年以降ユネスコのNGOで在り続けた（岩間浩）。
そしてその年、N.E.F.はその名をW.E.F.と改めた。

## フェンシャム・ハイツ・スクール
その間に神智学教育トラストの内部でいくつかの問題が生じてきてそれが、レッチワースのコミュニティの中で緊張を引き起こしていった。これは彼女の夫がトラストの事務局長に任命されるということも関係していた。1925年イザベル・キングとベアトリス・エンソアが、フレシャムハイツ・スクールを創立したこれは、サリー州の共学の学校で、モンテッソーリ幼稚園を終わったところから大学入学までの一貫教育を行う学校。エディス・ダグラス・ハミルトンというウィルタバコ産業の女性経営者が資金を提供した。開校時、日本人の子弟がその中に3人含まれていた。
セント・クリストファースクールの教師と生徒たちの一部が、フレシャムに移って新しいスタートを切った。しかしながら、2年後、ダグラス・ハミルトンが予期せずなくなり、学校のために安定した信託基金を残すこともなくなったため、この劇的な変化の中でベアトリス・エンソアとイザベル・キングはなすすべもない状況に追い込まれた。2人共学校を去るしかなかったが、これは決して苦渋の選択というものでもなかった。というのも、学校の運営理事会はその後何年間も留まることが出来たからである。

## 講演旅行と南アフリカ
ベアトリス・エンソアは、その後は、「New Era」の編集とN.E.Fるに専念し、1926年と1928年には北米に二度の講演旅行に出かけた。ボストン、ニューヨーク、デトロイトで教育における新しい運動について講演をしている。彼女は1927年と1929年にポーランドと南アフリカを訪問した教育団体の一人でもある。
彼女の夫は、南アフリカのラウターウォーターに移住し、そこでまだほとんど開拓されていない谷間に、ようやく果樹栽培に適していることが判明したばかりの大きな農場を手に入れた。彼が計画した荘園は、彼がなくなった1933年ころにようやく収穫ができるようになった。
それはベアトリス・エンソアも南アフリカに移り、荘園の面倒を見なくてはならないという意味でもあった。これは彼女の教育的な仕事にとって大きな制約が生じるということでもあった。
彼女は、1937年にオーストラリアに教育講演に招かれた一団の一人でもあり、彼女はその際、オーストラリアの西部にあるパースの西オーストラリア大学から名誉博士号を授与されている。彼女はN.E.F.の南アフリカセクションを支援し、経済的にも支え、自分の農場に当時その地域ではまだ何の規定もなかった時期に人種混合小さな学校を作った。
彼女の息子が、ちょうど彼女の弟がそうだったように兵役を徴兵期間が終わった後も継続するつもりであることが明らかになり、農場を次ぐ意志のないことがはっきりした時、彼女は農場を手放して、プレッテンバーグ湾の近くのコイロブルームストランドに家を買って移り住んだ。しかし、彼女の家族がイングランドに移ってしまった時、彼女も孫達と一緒に暮らすためにイギリスに渡り、ロンドン郊外のブラックヒースに居を構えた。彼女はここで亡くなった。1974年のことである。